# Naturpark Quizapú
Der Naturpark Quizapú in Chile liegt etwa 80 km östlich der Stadt Talca in den Ausläufern der Anden. Das Gebiet gehört zur Gemeinde San Clemente und besitzt eine besonders reichhaltige Artenvielfalt, wie sie nur in wenigen Gebieten Chiles zu finden ist. Der Park ist 2.060 Hektar groß, davon sind 400 Hektar von Wald bedeckt und 200 Hektar Buschland. Geologisch besteht das Gebirge aus vulkanischem und sedimentären Gestein, das sich während des Eozäns und Miozäns abgelagert hat. An der nördlichen Grenze des Parks gibt es eine interessante Lavaformation des Vulkans Quizapú, die bei seinem Ausbruch im Jahr 1846–47 entstand, dem größten Vulkanausbruch in Chile während des neunzehnten Jahrhunderts.

## Namensherkunft
Östlich des Parks schließt sich das Andengebirge mit einer Vielzahl an Vulkanen an. Einer der größten Eruptionen der chilenischen Geschichte ereignete sich 1932. Dabei entstand ein 600 m breiter Krater an der Ostflanke des Vulkans Cerro Azul. Die erkaltete Lavamaße des Kraters bildet die Nordgrenze des Naturparks. Sein heutiger Name stammt von einer populären Legende ab, in der ein lokaler Hirte nach dem Namen des neuen Vulkans gefragt wurde und im lokalen Dialekt mit „quiza-pu“ antwortete (deutsch: „wer weiß das schon“).

## Geographie
Chile ist in 16 Regionen eingeteilt. Die Región del Maule ist die VII. Region mit der Hauptstadt Talca. Sie grenzt im Westen an den Pazifik. Das von Nord nach Süd verlaufende Zentraltal ist landwirtschaftlich geprägt und gilt aufgrund des Klimas und der Böden als eine der fruchtbarsten Gegenden des Landes. Besonders Wein, Obst und Gemüse aller Art und Haselnuss wird hier kultiviert. Im Osten erheben sich die Anden, welche von einem schmalen Saum an Naturwäldern bewachsen sind. Der Andenkamm bildet zugleich die Grenze zu Argentinien.

### Lage
Die Landeshauptstadt Talca ist mit dem angrenzenden Argentinien mit einer asphaltierten Straße verbunden. Sie führt durch das Tal des Río Maule in die Anden. Im Winter ist die Passstraße bei Schneefall meist gesperrt. Kurz nach der Siedlung Armerillo mündet der Río Claro in den Río Maule. Der Río Claro bildet die Westgrenze des Naturparks Quizapú. Entlang des Flusses führt ein Pfad zum Südeingang, der den Fluss zweimal überquert. Der Nordeingang kann über das Naturreservat Altos del Lircay und dem Valle Venado erreicht werden.

### Berge

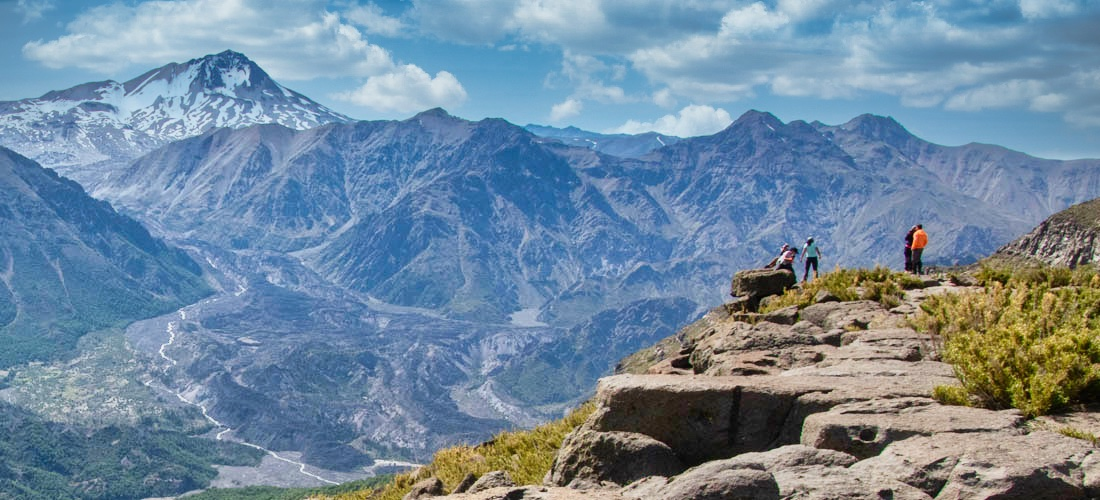
Blick auf Cerro Azul

Der höchste Punkt des Naturparks Quizapú liegt 2043 380 m über dem Meeresspiegel. Mehrere Pfade führen zu den umliegenden Bergen und Vulkanen. Emblematisch für das ganze Gebiet ist der 3953 m hohe Descabezado Grande. Östlich erhebt sich der 3788 m hohe Cerro Azul. An dessen Hang klafft der 600 m breite Krater Quizapú aus dem Boden. Das Gebiet wird von einem Rundwanderweg erschlossen, der mit dem Circuito los Cóndores (englisch Condor Circuit) verbunden ist.

### Flüsse
Die Nordgrenze des Naturparks Quizapú wird vom Río Blanquillo gebildet. Östlich wird er vom Río Claro und südlich vom Gebirgsbach Huemules begrenzt. Ebenso führt der Bach Bahamondes ganzjährig Wasser. Oberhalb dieser Gewässer befinden sich keine Siedlungen.

## Geologie

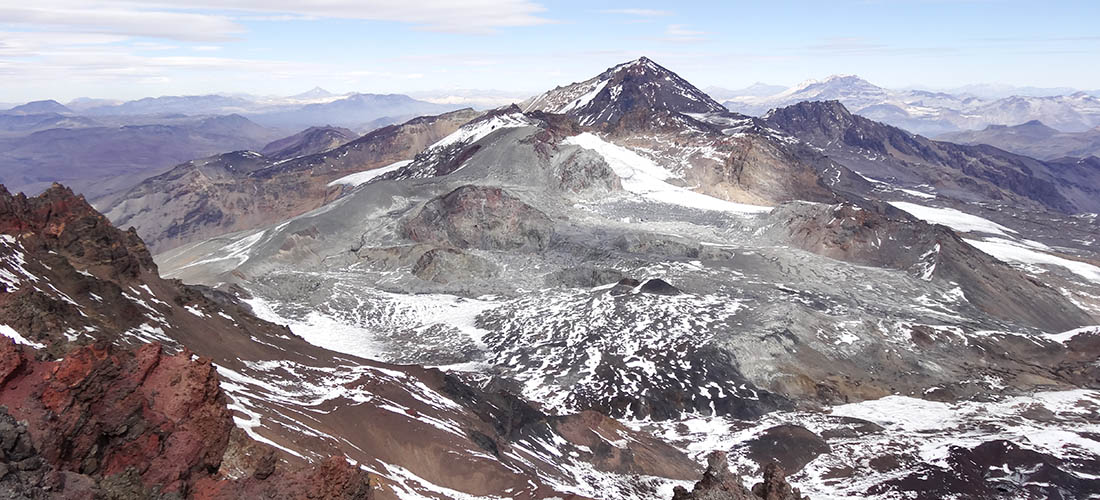
Blick auf den Krater Quizapu

Die vulkanischen und sedimentären Gesteine des Quizapu-Parks erzählen uns eine geologische Geschichte, die bis in die Zeit vor etwa 34 Millionen Jahren zurückreicht, bevor sich die Anden zu erheben begannen. Zu dieser Zeit war das Gebiet durch das Vorhandensein großer Flüsse, Seen und Vulkane gekennzeichnet. Dank gefundener Fossilien können wir Rückschlüsse auf die damalige Megafaun ziehen. Die Wechselwirkung zwischen den verschiedenen Elementen, aus denen die Landschaft damals bestand, dauerte bis vor etwa 19 Millionen Jahren an und hinterließ als Ergebnis einen wahren geologischen Kuchen. Gesteinsschichten wurden mit sedimentären Geröll durchsetzt, die durch den Transport von Sedimenten aus Flüssen und Seen entstanden. Im Laufe der Zeit wurde die Landschaft kontinuierlich verändert, bis vor etwa 8 Millionen Jahren die letzte große Hebung des Andengebirges begann und die oben genannten Schichten freilegte. Im Jahr 1846, also bereits in historischer Zeit, brach der Vulkan Quizapú aus und stieß mehr als 5 km³ Material aus, was die voluminöseste Eruption war, die in Chile während des 19. Heute ist die Aufzeichnung dieses Ereignisses dank des Lavastroms, der sich an der nördlichen Grenze des Quizapu-Parks befindet, sichtbar. Obwohl die Eruption von 1846 voluminös war, sollte der Quizapu seine wahre Kraft erst 1932 zeigen, dem Jahr, in dem er Protagonist einer der weltweit bedeutendsten Eruptionen des 20. Jahrhunderts war. Die Geräusche, die von der Eruption ausgingen, waren von Concepción bis Valparaíso zu hören!

## Klima
Im Bereich des Längstales herrscht ein gemäßigtes mediterranes Klima mit ausgeprägten Jahreszeiten. Meist ist es trocken und heiß im Sommer, regnerisch und leicht kalt im Herbst, kalt und regnerisch im Winter und trocken und mild im Frühling. Nur vier Orte auf der Welt haben ein ähnliches Klima: die Mittelmeerküste, die Küste von Kalifornien (USA), die Küste des Kaps der Guten Hoffnung (Südafrika) und die Südwestküste Australiens. In den Ausläufern des Gebirges bis zu 2.000 m gibt es einen leichten Wechsel zu einem gemäßigten mediterranen Höhenklima mit etwas niedrigeren Temperaturen und höheren Niederschlägen.

## Natur

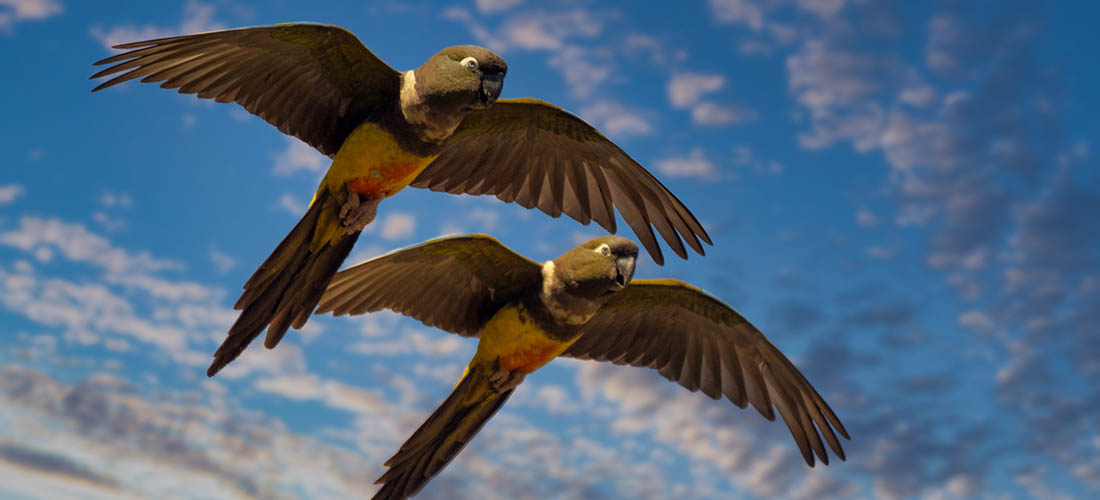
Tricahue Papageien

Der Park weist eine Vegetation auf, welche für die zentrale Zone Chiles charakteristisch ist. Eine halbtrockenen Zone mit Wald und einer sklerophilen Buschvegetation wechselt sich mit Feuchtwäldern der geschützter Täler ab. Bei ersten Erkundungen fanden sich Buschwerk und sklerophiler Wald mit Arten wie Peumo (Cryptocarya alba), Quillay (Quillaja saponaria), Litre (Lithraea caustica), Boldo (Peumus boldus) und Sträucher wie Romerillo (Baccharis linearis), Colliguay (Colliguaja odorifera etc.). Es wurden Pflanzengesellschaften des Nothofagus-Waldes, mit Arten wie Coigüe (Nothofagus dombeyi), Hualo (Nothofagus glauca), Eiche (Nothofagus obliqua) Ñirre (Nothofagus antarctica) gefunden. Weiters fand man Naranjillo (Citronella mucronata), Canelo (Drimys winteri), Avellano (Gevuina avellana) und die charakteristische Andenlandschaft der Ciprés de la Cordillera (Austrocedrus chilensis). Was die Fauna betrifft, so präsentiert der Quizapu-Park eine vielfältige Auswahl an Wildtieren wie die Sturzbachente (Merganetta armata), den Yeco (Phalacrocorax brasilianus), den Tricahue-Papagei (Cyanoliseus patagonus), die Churrete (Cinclodes patagonicus), den Concón (Strix rufipes), den Andenkondor (Vultur gryphus), Schwarzspecht (Campephilus magellanicus), Culpeo-Fuchs (Lycalopex culpaeus), Chilla-Fuchs (Lycalopex griseus), Quique (Galictis cuja), Puma (Puma concolor) und verschiedene Mikrosäugetiere. Reptilien und Amphibien sind vorwiegend endemisch und müssen erst untersucht werden.

## Kultur

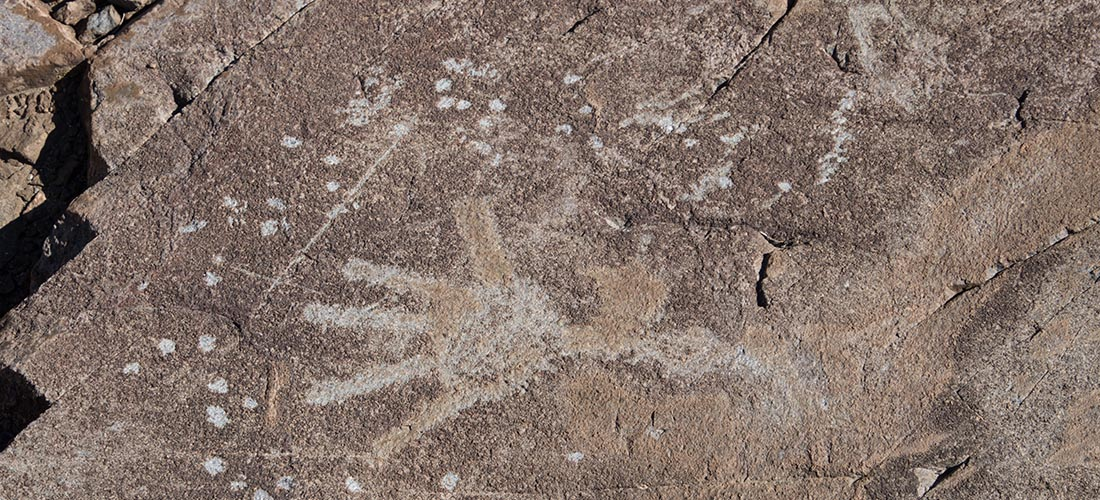
Felsritzung in Maule

Das gesamte Gebiet des Naturparks Quizapú ist unbewohnt. Im Sommer treiben Hirten ihr Vieh in höher liegenden Weidegebiete. Die auch als „arriero“ bezeichneten Viehhirten bleiben in rustikalen Camps mehrere Monate bei ihrem Vieh und schützen diese vor Pumas. Ihre Traditionen sind ausgeprägt und Grundlage vieler Studien. Ihre Zunft ist jedoch stark bedroht, da es kaum Nachfolger gibt welche diese schlecht bezahlten Strapazen auf sich nehmen wollen. In Argentinien werden sie als Gauchos bezeichnet. Felszeichnungen in der Umgebung sind die einzigen Zeugen einer ehemaligen Kultur, welche das andine Gebiet Zentralchiles. Diese sind kaum erforscht, ihre Herkunft ist ungenau und auch ihr Alter nicht datiert.

## Geschichte
Der Park wurde 2019 von der chilenischen Stiftung Trekkingchile erworben. Die Finanzierung wurde durch eine Spende der deutschen Georg Kraus Stiftung übernommen. 2020 erfolgte die erste Erkundungstour. 2021 wurde der Park vom regionalen Umweltminister besucht, um die Einleitung des Naturparks als staatliches Schutzgebiet zu deklarieren.

## Aktivitäten

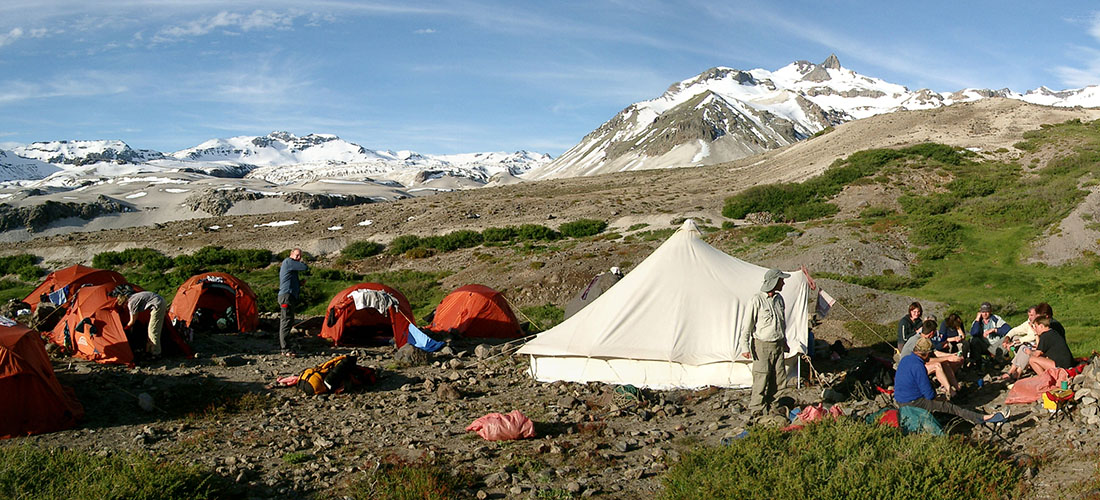
Kondor Circuit

Der Naturpark Quizapú dient in erster Linie als Rückzugsgebiet und dem Erhalt von Fauna und Flora. Bildungsprojekte der Stiftung Trekkingchile werden durchgeführt und Forschungsarbeiten unternommen. Ein kleines Gebiet steht für touristische Angebote zur Verfügung, welche nur in Begleitung lokaler Guides durchgeführt werden dürfen. Der Weitwanderweg Sendero de Chile quert das gesamte Gebiet von Nord nach Süd. Weitere Pfade führen vom Rio Claro in das hochandine Gebiet und stehen in Verbindung mit dem Rundwanderweg „Condor Circuit“.

## Karten
Zur Orientierung im Gelände gibt es keine eigens erstellte Wanderkarte. Der Park erscheint aber in der Wanderkarte "Condor Circuit" des Verlages Viachile Editores (ISBN 978-956-8925-25-3) und in der kostenlose App der Stiftung Trekkingchile.